# Cindy Crawford (Pornodarstellerin)

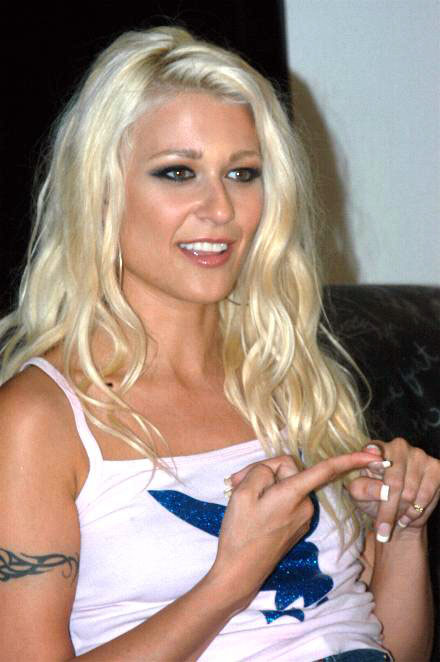
Cindy Crawford, 2004

Cindy Lynett Crawford (* 6. Dezember 1980 in Las Vegas, Nevada) ist eine US-amerikanische Pornodarstellerin.

## Leben
Nachdem sie zuvor drei Jahre als Striptease-Tänzerin in Las Vegas gearbeitet hatte, begann Crawford 2002 ihre Karriere als Pornodarstellerin. Ihr erster Film war Barely 18 1 von Sin City Entertainment. 2003 unterschrieb sie einen Vertrag bei der Produktionsfirma Simon Wolf Productions, löste diesen jedoch schon nach zwei Wochen wegen finanzieller Differenzen wieder auf und wechselte zu Jill Kelly Productions. Aus diesem stieg sie im Mai 2005 wiederum aus. In diesem Zusammenhang kritisierte sie die Organisation der Firma. Jill Kelly Productions meldete wenig später Konkurs an und wurde an Penthouse verkauft.
Nach dem Ende ihres Vertrags stand Crawford für Produktionen verschiedener Labels vor der Kamera, unter anderem auch in Produktionen von Vivid Entertainment, Hustler Video, Adam & Eve und Club Jenna. Für den 2008 veröffentlichten Dokumentarfilm 9to5 – Days in Porn ließ sie sich interviewen.
Insgesamt hat sie bis 2011 in mehr als 350 Filmen mitgespielt, unter anderem im Satire-Porno America Loves Bush und der James-Bond-Parodie Jason Colt – The Mystery of the Sexy Diamonds. Als sie bei Jill Kelly Productions unter Vertrag stand, hatte sie dort auch ihre eigene Filmreihe, Cindy's Way, von der vier Folgen produziert wurden. Sie ist darüber hinaus an der Entwicklung und Vermarktung von Sexspielzeug beteiligt, das ebenfalls mit ihrem Namen beworben wird.
Das gleichnamige Model Cindy Crawford wollte ihr 2005 den Gebrauch des Namens untersagen. Die Pornodarstellerin konnte jedoch nachweisen, dass es sich dabei um ihren bürgerlichen Namen handelt.
Crawford gewann 2008 den AVN Award. Zwischen 2004 und 2008 war sie für fünf weitere AVN-Awards nominiert. Außerdem gewann sie 2007 einen Adultcon Award.

## Filmografie (Auswahl)
- 2003: Cindy's Fairy Tails
- 2003: Desperately Seeking Cindy
- 2004: Cindy's Way 1-4
- 2004: Submission of Cindy
- 2005: Girlvert 10
- 2005: Playing With Cindy Crawford
- 2005: Spend the Night with Cindy
- 2006: Violation of Cindy Crawford
- 2006: Mary Carey on the Rise
- 2007: Dirty Divas
- 2007: Black Snake Boned
- 2007: America Loves Bush
- 2007: The Adventures of Shorty Mac 4
- 2008: 9to5 – Days in Porn
- 2008: Jason Colt – The Mystery of the Sexy Diamonds
- 2009: Slutty and Sluttier 9

## Auszeichnungen und Nominierungen
- 2004: AVN-Award-Nominierung: Best New Starlet
- 2005: AVN-Award-Nominierung: Female Performer of the Year
- 2006: AVN-Award-Nominierung: Best Actress – Video
- 2007: Adultcon-Gewinner: Best actress for an oral performance on a man für den Film Stormy Driven[8]
- 2007: F.A.M.E.-Award-Finalistin: Dirtiest Girl in Porn[9]
- 2008: AVN-Award-Gewinner: Most Outrageous Sex Scene für den Film Ass Blasting Felching Anal Whores (gemeinsam mit Rick Masters und Audrey Hollander)[10]
- 2008: AVN-Award-Nominierung: Best Group Sex Scene, Video für den Film I Dream of Jenna 2 (gemeinsam mit Jenna Jameson, Belladonna, Nikita Denise, Aurora Snow u. a.)[11]
- 2008: AVN-Award-Nominierung: Best Oral Sex Scene, Video für den Film Black Snake Boned[11]